# 13 originele zomerknallers
13 Originele Zomerknallers is een verzamel-LP met Nederlandstalige liedjes die in 1983 uitgebracht werd op het Philips-label. De plaat bevat vooral Vlaamse nummers, maar er zijn ook enkele Nederlandse nummers op terug te vinden.
Het openingsnummer op Kant 1, "Ga Nooit Alleen Naar Venetië" van Will Tura, werd medegecomponeerd door Daniël Vangarde, de vader van Thomas Bangalter, en wiens echte naam Daniël Bangalter is.
De plaat bevat verder ook nummers van Waterlanders, een muzikaal project van de Vlaamse acteur en actrice Luk De Koninck en Hilde Van Mieghem. Hun nummer "Beter Dan Zomaar Wat" is duidelijk geïnspireerd door Captain Sensible's "Wot".
Een project van andere Vlaamse acteur Josse De Pauw genaamd Radeis, staat als laatste nummer op Kant 1 met als titel "Fietsen op de heide".

## Muziek
Kant 1
1. Will Tura - "Ga nooit alleen naar Venetië" (3:54)
2. Mieke - "Édith Piaf" (4:09)
3. Alex Andry - "Aerobic" (3:12)
4. Waterlanders - "Beter dan zomaar wat" (3:50)
5. Tina Trucker - "Lady Trucker is mijn naam" (3:33)
6. Radeis - "Fietsen op de heide" (3:13)

Kant 2
1. Gaston & Leo - "Maskes, poen & stoemeteiten" (3:03)
2. Willy Sommers - "De weg naar je hart" (3:28)
3. Canyon - "Als ik maar bij jou ben" (3:44) (Een cover van Toto Cutugno's "L'Italiano")
4. Eddy Smets - "Weekend" (2:17)
5. Zangeres Zonder Naam - "Ik zal altijd van je houden" (3:28)
6. Misjel en de Spuiters - "Ik kom van een brand" (2:59)
7. Urbanus - "Hittentit" (2:02)